# Абалаев, Айдамир Тимир-Хаджиевич
Айдамир Тимурович Абалаев (1964, Ножай-Юртовский район, Чечено-Ингушская АССР — 1 мая 2002, Саясан, Чечня или Ножай-Юртовский район, Чечня) — чеченский государственный и военный деятель, министр внутренних дел и министр шариатской безопасности ЧРИ в правительстве Аслана Масхадова.

## Биография

### Происхождение
Потомок Алибека-Хаджи Алдамова — имама Северного Кавказа и инициатора восстания 1877 года в Чечне и Дагестане.

### Первая чеченская война
В годы Первой чеченской войны воевал на стороне ЧРИ в родном Ножай-Юртовском районе, а также участвовал в обороне Грозного.

#### Теракт в Кизляре и бой за Первомайское
9 января 1996 года по личному указанию Джохара Дудаева отряд боевиков под командованием Салмана Радуева, Хункара Исрапилова, Турпал-Али Атгериева и Айдамира Абалаева (общей численностью, по разным данным, порядка 250—270 человек) напал на дагестанский город Кизляр. План боевиков предусматривал налёт на вертолётную часть, её захват и уничтожение боевой техники и лётного состава, нападение и уничтожение воинской части внутренних войск в Кизляре, а также захват больничного комплекса Кизляра и максимального числа заложников. Захватить местный аэродром боевики не смогли, хотя им удалось уничтожить вертолёт и два бензовоза. В результате боя нападавшие были также отброшены от места дислокации батальона внутренних войск. Сразу же после этого боевики захватили родильный дом и больницу, куда согнали из близлежащих жилых домов более трёх тысяч заложников (в основном женщин и детей). Здание было заминировано. Группа боевиков удерживала мост через Терек на подходе к городу. Боевиков в больнице блокировала подошедшая войсковая оперативная группа.
В тот же день на связь с комендатурой Кизляра вышел один из боевиков, сообщивший, что ими захвачены три тысячи человек. За каждого погибшего чеченца они грозили расстреливать по 15 мирных жителей. Боевики потребовали беспрепятственно выпустить их на территорию Чеченской Республики, не контролируемую федеральными силами. Салман Радуев заявил по местному радио, что в город «пришли „волки“ и не уйдут, пока Россия не выведет федеральные войска из Чечни и всего Северного Кавказа».
10 января боевики под прикрытием живого щита на девяти автобусах двинулись по направлению к Чечне, однако были остановлены федеральными силами в районе села Первомайское. Там боевики захватили блокпост новосибирского ОМОНа, взяв в плен 36 милиционеров (заместитель командира милицейского отряда был убит при попытке оказать сопротивление), и вошли в село.
Следующие четыре дня противостояния обе стороны активно готовились к боевым действиям. Боевики силами заложников укрепляли село. Федеральные войска подтягивали артиллерию, дополнительные подразделения, проводили рекогносцировку. Таким образом под Первомайским была сосредоточена разновидовая группировка войск общей численностью 2500 человек, 32 орудия и миномёта, 16 огнемётов, 10 гранатомётов, 3 установки РСЗО «Град», 54 БМП, 22 БТР, 4 БРДМ-2, несколько танков и боевых вертолётов. У С. Радуева было около 250 боевиков, свыше 100 заложников, 82-мм миномёты, вывезенные из Кизляра на грузовиках с телами убитых, а также большое количество пулемётов, гранатомётов, огнемётов и иного оружия и боеприпасов. Боевики пополнили свой арсенал за счёт разоружения блокпоста новосибирского ОМОНа. 14 января из Москвы поступает информация о расстреле боевиками дагестанских старейшин и новосибирских омоновцев. Начальник центра общественных связей ФСБ Александр Михайлов опровергает эту информацию в тот же день. В документальном фильме «Заложники чёрного золота» он назовет эту новость дезинформацией, направленной на дестабилизацию отношений Дагестана и Чечни. 15 января директор ФСБ Барсуков принимает решение провести штурм села Первомайского с применением вертолётов, танков и БТРов, невзирая на возможные потери заложников. Общее командование федеральных сил осуществлял Виктор Зорин, первый заместитель директора ФСБ Михаила Барсукова. Утром 15 января после малоэффективной артиллерийской подготовки и авиационной поддержки девять штурмовых групп — отряд специального назначения «Витязь», специальные отряды быстрого реагирования (СОБР) и подразделения 22-й отдельной бригады специального назначения ГРУ ГШ — пошли на штурм. Во втором эшелоне в полной готовности к штурму строений, в которых могли находиться заложники, шли штурмовые группы Управления «А» ФСБ и ЦСН СБП РФ. К 13 часам «витязи», преодолев канал, захватили первую линию обороны боевиков на окраине села и ворвались в юго-восточный квартал. Остальные, наткнувшись на яростное огневое сопротивление в районе моста и кладбища, вынуждены были остановиться. Через два часа, понеся небольшие потери, остановился и «Витязь». С наступлением сумерек всем подразделениям было приказано отойти на исходные позиции.
16 января в турецком порту Трабзон террористами во главе с М. Токджаном, воевавшим, по его утверждению, в батальоне Басаева, был захвачен паром «Авразия» с преимущественно российскими пассажирами на борту. Требованиями террористов были снятие блокады села Первомайское и вывод федеральных войск с Северного Кавказа.
17 января утром в близлежащее от Первомайского село Советское со стороны Чечни прорвалась небольшая, возможно разведывательная, группа боевиков и уничтожила автомобиль УАЗ с дагестанскими омоновцами.
В ночь на 19 января основным силам боевиков удалось вырваться из окружения и вернуться в Чечню. Общее число выдвинувшихся боевиков — 256 человек, которые выехали на 7 грузовиках КамАЗ. Во время ночного прорыва радуевцев из Первомайского, приняв бой, погибли 2 солдата (1 срочник и 1 контрактник) и 3 офицера 22-й отдельной бригады специального назначения. Прорыв шёл через их позиции. Погиб также находившийся на их позициях начальник разведки 58-й армии полковник А. Стыцина.
После сражения Абалаев был награждён орденом «Честь Нации» и получил звание бригадного генерала.

### Межвоенный период и Вторая чеченская война
Был кандидатом в президенты на выборах 1997 года в ЧРИ и получил чуть меньше 1 % голосов.
В конце 1998 года назначен Министром внутренних дел и министром шариатской безопасности ЧРИ в правительстве Аслана Масхадова.
После совещания Военного совета ВС ЧРИ, прошедшего 30 апреля 2002 года под руководством президента ЧРИ Аслана Масхадова Айдамир Абалаев вместе с другими чеченскими командирами был отправлен на одну из своих военных баз.
1 мая 2002 года отряд Абалаева попал в засаду, устроенную бойцами спецроты Ямадаева совместно с российским подразделением УФСБ по Чеченской Республике. В их числе оказались Айдамир Абалаев, командующий Ножай-юртовским фронтом, и полевые командиры полковник Вашаев и майор Увайсаев. На предложение российских сотрудников спецслужб сдаться без боя чеченские командиры ответили огнём из автоматов и подствольных гранатомётов. Боестолкновение произошло у села Саясан Ножай-Юртовского района. По информации полковника ФСБ Шубалкина, труп Абалаева опознан его родственниками. Он погиб от пулевого ранения, полученного в левую часть груди. Военные медики пытались оказать ему помощь, но Абалаев, не приходя в сознание, скончался через полчаса после получения ранения.